# Karel Jílek
Karel Jílek – czechosłowacki kierowca wyścigowy i rajdowy.

## Kariera
Był kierowcą rajdowym; zajął wraz z Vladimírem Hubáčkiem trzecie miejsce w Rajdzie Rosji Škodą Octavią TS. W 1966 roku rozpoczął ściganie się w Formule 3, a rok później został wicemistrzem Czechosłowacji. W 1972 roku zajął trzecie miejsce w klasie C9 w Pucharze Pokoju i Przyjaźni, natomiast w sezonie 1974 był mistrzem. Po zdobyciu trzeciego (1975) i drugiego (1976) miejsca w Pucharze w roku 1977 zdobył drugi tytuł. Następnie ścigał się w Formule Easter i wyścigach górskich. W 1982 roku wygrał wyścig Ecce Homo.